# Charles Portin
Karl (Charles) Edvard Portin, född 11 oktober 1889 i Nedertorneå, Norrbottens län, död 16 januari 1980 i Helsingborg, var en svensk målare och tecknare.
Han var son till hemmansägaren Nils Ludvig Portin och Maria Kandelin och från 1928 gift med Hildegard Wiegand. Portin studerade vid Dresdener Kunstschule 1910–1911 och vid konsthögskolan i Weimar 1911–1914 samt för Henri Morisset, Othon Friesz, Henry de Waroquier, Marcel Gromaire och Fernand Léger i Paris där han var bosatt fram till andra världskrigets utbrott. Tillsammans med Ebbe Berg och Sture Lindgren ställde han ut på Galerie S:t Lucas i Stockholm 1944 och separat ställde han ut i bland annat Göteborg, Örebro, Florens, Rom, Kairo och Milano. Under sina år i Paris före kriget medverkade han i samlingsutställningarna Salon d'Automne, Salon des Tuileries och Salon des Indépendents samt efter kriget i Salon des Réalités Nouvelles. Hans konst består av abstrakta nonobjekt utförda i olja, akvarell, pastell, plasttempera och ceracollateknik. Portin finns representerad på biblioteket i Haparanda, Moderna museet, Norrköpings konstmuseum, Örebro läns museum, Borås konstmuseum, Gävle museum, Östersunds museum, Galleria Nazionale d'Arte Modern i Rom och Kairo statliga konstmuseum.